# Ningbingia laurina
Ningbingia laurina är en snäckart som beskrevs av Alan Solem 1981. Ningbingia laurina ingår i släktet Ningbingia och familjen Camaenidae. IUCN kategoriserar arten globalt som sårbar. Inga underarter finns listade i Catalogue of Life.